# Туя
Туята (Thuja) е род иглолистни дървета от семейство Кипарисови (Cupressaceae), който включва пет вида, два произхождащи от Северна Америка и три от Източна Азия. Понякога се посочва, че видовете са шест, тъй като често единственият представител на род Platycladus – P. orientalis се посочва като източна туя (Thuja orientalis). Съвременната ботаническа наука категорично е доказала, че Platycladus е много по-близък филогенетично с Microbiota, Tetraclinis и Calocedrus. Род туя от своя страна е в най-близки филогенетични отношения с род Thujopsis и донякъде с лъжекипарисите (Chamaecyparis). На много европейски езици туите са известни като „дърво на живота“ (на латински: arborvitae), понеже са вечнозелени.
Листата са вечнозелени, разположени два по два срещуположно и са сплеснати като стълбичка, по четири реда в едно разклонение (каквито са листата на кипарисите).
В България се култивират два вида от рода. Това са западната туя (T. occidentalis) от източните части на Северна Америка и гигантската туя (T. plicata известна и със синонима T. gigantea) от тихоокеанските части на Северна Америка. Родът Thuja е представен с три вида в Азия: T. standishii, T. koraiensis и T. sitchuenensis, които не са толкова използвани в градинарството. От азиатските видове ограничено се отглежда само T. koraiensis, която се цени заради сребристо бялото оцветяване на долната повърхност на листата.
Туята, както и други растения като канабиса, отделя терпени (алфа пинен), които освежават въздуха.